# Xã Wakeman, Quận Huron, Ohio
Xã Wakeman (tiếng Anh: Wakeman Township) là một xã thuộc quận Huron, tiểu bang Ohio, Hoa Kỳ. Năm 2010, dân số của xã này là 2.731 người.